# 伊莉莎白·格雷·維寧
伊莉莎白·珍妮特·格雷·維寧（英語：Elizabeth Janet Gray Vining，1902年10月6日—1999年11月27日）是一位美國圖書館員和作家，曾經教授尚為皇儲的明仁天皇學習英語。其著名作品有《大路上的亞當》，1943年憑藉此書獲得紐伯瑞獎。

## 早年
伊莉莎白·格雷·維寧出生於美國賓夕法尼亞州費城，畢業於日耳曼敦友誼學校（Germantown Friends School），1923年在布林茅爾學院獲商學準學士學位（AB）。1926年在德雷塞爾大學獲圖書館學理學碩士學位（MA），在北卡羅來納大學教堂山分校的圖書館擔任圖書館員。:10001929年與該大學推廣部副總監摩根·費雪·維寧結婚（Morgan Fisher Vining）。1933年因丈夫在紐約市遭遇汽車事故喪生而寡居，在之後的歲月中，伊莉莎白·格雷·維寧皈依貴格會。
1943年以《大路上的亞當》獲紐伯瑞獎，因此成為著名兒童文學家。至二戰結束，她總共寫出了11本書。

## 家庭教師
1946年至1950年日本被佔領時期被昭和天皇選為皇儲明仁的家庭教師。: 在教授期間，同時有四位在東京的西方青年幫助明仁練習英語對話。
此期間她也在學習院大學及津田塾大學授課，並被授予三等瑞寶章。

## 晚年
回到美國后，維寧在《Windows for the Crown Prince》一書中寫下了自己在日本的見聞，此書於1952年出版。維寧一生著作達60部。此外還是布林茅爾學院受託委員會成員，1952年至1971年時是副校長兼董事會副董事長。1954年獲女性國家圖書協會獲頒發的斯金納獎（Skinner Award）。:1000

## 外部連結
- Japan America Society of Greater Philadelphia: "The Emperor's Tutor." （页面存档备份，存于）
- Quaker Obituaries Archive.today的存檔，存档日期2012-05-30
- New York Times obituary
- Interview with Elizabeth Gray Vining from The Albert M. Greenfield Digital Center for the History of Women's Education
- Elizabeth Gray Vining Collection （页面存档备份，存于） from Bryn Mawr College Art and Artifact Collections